# Петр Арделеану
Петр Арделеану (14 грудня 1980, Лом у Тахова) — чеський футбольний арбітр. Арбітр ФІФА та УЄФА з 2013 по 2020 рік.

## Суддівська кар'єра
15 жовтня 2006 року відсудив першу гру в Перший чеської футбольній лізі.
11 липня 2014 року Арделеану відсудив свій перший матч у попередньому раунді Ліги Європи УЄФА. У першому раунді зустрілися «Литекс Ловеч» та «Веріс» (3:0). У цьому поєдинку Арделеану роздав дві жовті картки. Думітру Бакал з команди «Веріс» був змушений залишити поле після отримання двох жовтих карток.
Судив матчі юнацького чемпіонату Європи (U-17) у 2016 році та фінал Кубка Чехії 2019 року.
Він також судив матчі в Китайській Суперлізі у 2019 році.

## Міжнародні матчі
| Дата                   | Місце              | Збірні                           | Результат | Турнир                  | ЖК | YK · YK · RK | RK |
| ---------------------- | ------------------ | -------------------------------- | --------- | ----------------------- | -- | ------------ | -- |
| 16 жовтня 2018 року    | Рига, Латвія       | Латвія — Грузія                  | 0 — 3     | Ліга націй УЄФА 2018/19 | 1  | 0            | 0  |
| 16 листопада 2018 року | Вадуц, Ліхтенштейн | Ліхтенштейн — Північна Македонія | 0 — 2     | Ліга націй УЄФА 2018/19 | 3  | 1            | 0  |